# Pseudupeneus grandisquamis
Pseudupeneus grandisquamis är en fiskart som först beskrevs av Theodore Gill, 1863.  Pseudupeneus grandisquamis ingår i släktet Pseudupeneus och familjen mullefiskar. IUCN kategoriserar arten globalt som livskraftig. Inga underarter finns listade i Catalogue of Life.